# Domenico Cucchiari

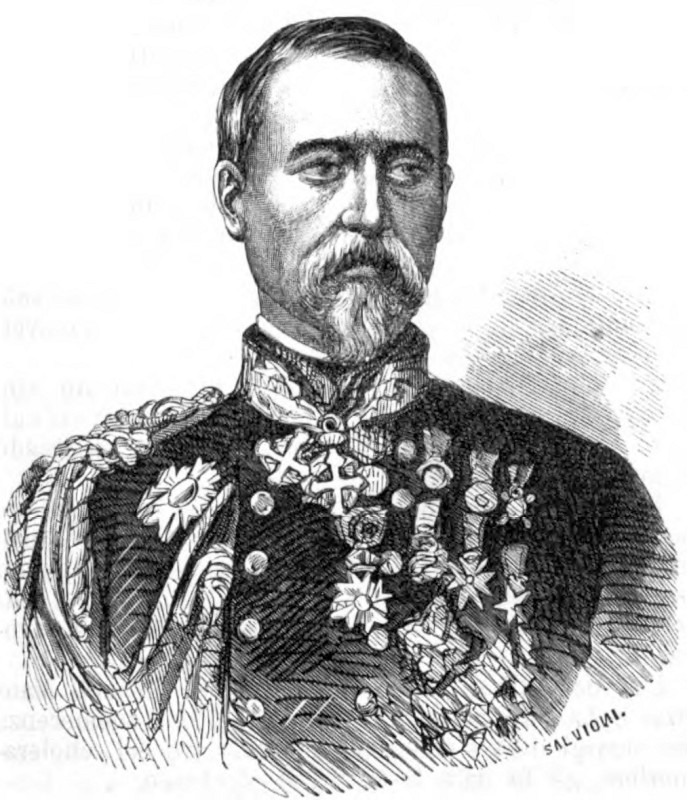
General Domenico Cucchiari

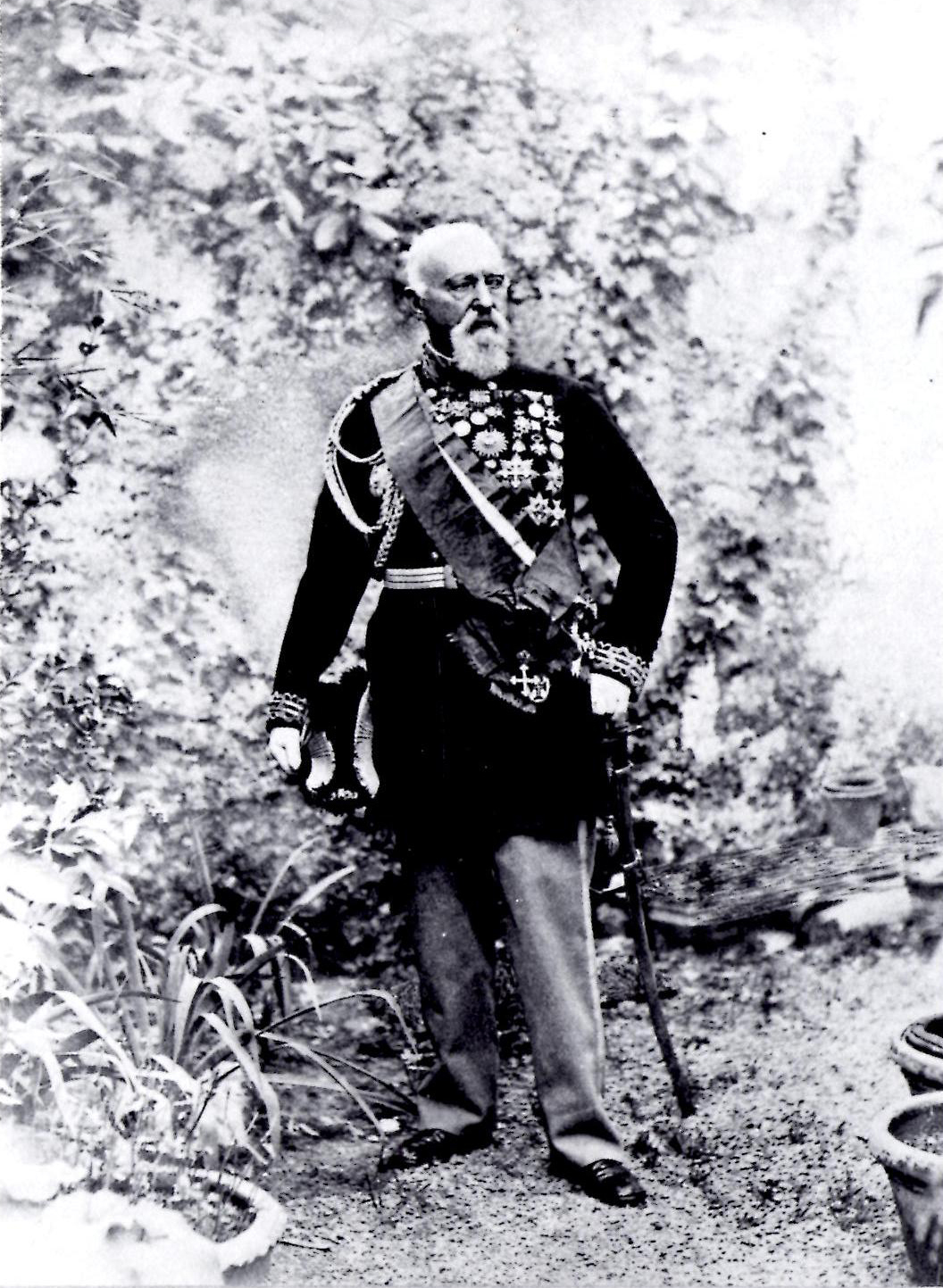
Cucchiari im höheren Alter

Domenico Cucchiari (* 24. Juli 1806 in Carrara; † 19. Januar 1900 in Livorno) war ein italienischer General.

## Leben
Cucchiari wurde 1806 als Sohn von Francesco Cucchiari und der Maria Rossi in Carrara geboren und war ein Neffe des Juristen und Ökonomen Pellegrino Rossi.
Er studierte Rechtswissenschaften an der Universität Pisa und wechselte danach zum weiteren Studium nach Modena, wo ihn im Februar 1831 der Ausbruch der dortigen Revolution einholte. Als im Juli 1830 die die Herrschaft der französischen Bourbonen beendete, weigerte sich der Herzog von Modena, Franz IV. d’Este, die Herrschaft des neuen Bürgerkönigs Ludwig Philipp anzuerkennen. Außerdem unterstützte er im Karlistenkrieg Don Carlos als legitimen König von Spanien und gewährte Dom Miguel von Braganza Asyl an seinem Hof. In Carrara trat sodann die Opposition unter Carlo Marchetti und Pietro Menconi gegen den Herzog auf und forderten die Abschaffung der von Modena verhängten Zölle und politische Freiheit für Carrara. Nach der Flucht von Franz IV. wurde Cucchiari von den Offizieren Fanti und Cialdini beauftragt auch in Massa einen Aufstand zu provozieren. Innerhalb zweier Tage übernahm er am 15. Februar die übergelaufene Garnison in Massa und marschierte direkt nach Carrara, wo er mit der Forderung der Abschaffung der Getreidesteuer das Volk aufwiegelte. Die italienischen Aufständischen unter General Zucchi traten am 25. März 1831 den Österreichern nochmals bei Rimini gegenüber. Nach der Niederlage wurden die Rädelsführer unter Jacopo Antonio Vanelli in einer Hütte in San Giuseppe (Torano) ausgehoben. Darunter befanden sich auch Cucchiari, des Weiteren Angelo und Bernardo Fiaschi, Pietro Bombard und Franco Tenerani. An Bewaffnung wurden 7 Gewehre, 6 Pistolen und mehrere Rapiere sichergestellt. Cucchiari wurde von einem österreichischen Militärgericht zum Tode verurteilt, er entkam aber mit mehreren Aufständischen nach Ancona und schiffte sich nach Marseille ein.
Er fand Asyl im Portugal und trat in das dortige 20 leichte Infanterieregiment ein, das bereits unter der Leitung des Genuesers Borso di Carminati stand. Am 8. Dezember 1832 wurde er zum Sergeant, am 2. Januar 1835 Hauptmann und am 22. Oktober zum Major befördert.
Er ging später nach Spanien, wo er unter Carminati in Porto ein Freikorps für Donna Isabella organisierte. Cucchiari nahm an der Schlacht von Chiva teil und wurde bei Rückzugskämpfen bei Morella verwundet. Am 9. Oktober  1840 stieg er zum Oberst auf. 1841 trat er der von Fabrizi organisierten italische Legion bei, die bei Valencia den bewaffneten Kampf führte. Aus Mangel an Solidarität und wegen personeller Eifersüchteleien verließ er am 21. Oktober 1842 die Legion.
Im Frühjahr 1848 forderte ihn ein Brief von Mazzini auf, die in der Lombardei gebildete provisorische Regierung zu unterstützen und die Organisation der dortigen Freiwilligen durchführen. Nach seiner Ankunft in Mailand beteiligte er sich am Ersten Unabhängigkeitskrieg. Er führte ein Bataillon eines Infanterieregiments  unter Cialdini, am 2. Juni bekam er die Führung eines savoyischen Infanterie-Regiments, mit dem er sich bei den Kämpfen bei Gonzaga (26. bis 27. Juli) beteiligte. Der sardische Kriegsminister schickte ihm ein offizielles Ansuchen nach Modena, der Cucchiari den Rang eines Obersts anerkannte und ihm das Kommando über das 4. savoyische Regiment übertrug. Im Rahmen der 4. Division des Herzogs von Genua führte er am 23. März 1849 in der Schlacht bei Novara gegen die Österreicher persönlich einen mutigen Angriff bei Castellazzo auf der Höhen von Bicocca durch und erhielt dafür am 13. Juli 1849 die silberne Tapferkeitsmedaille.
Er wechselte dann direkt in die savoyardische Armee, stieg 1855 zum Brigadegeneral auf und übernahm das Kommando der Brigade Casale. Im Feldzug von 1859 führte er die 5. Division und zeichnete sich unter La Marmora am 24. Juni 1859 bei Solferino aus. Er kämpfte mit unterschiedlichem Erfolg bei San Martino auf beiden Seiten der Straße nach Pozzolengo und nahm die Dörfer Chiodine und Plandro ein. Am Abend des Tages wurde Cucchiari noch auf dem Schlachtfeld vom König zum Generalleutnant ernannt.  Am 25. März 1860 wurde er in das Abgeordnetenhaus von Carrara und am 3. Februar 1861 in jenes von Massa gewählt und begann auch eine politische Karriere. Als solcher eröffnete er die bei Carrara neu fertiggestellte Eisenbahnlinie. Am 8. Oktober 1865 ernannte ihn der König zum Senator. Im Feldzug von 1866  befehligte er das II. Armeekorps unter General La Marmora im Raum Mantua gegen die Österreicher. Im September 1866 verabschiedet zog er sich 1869 nach Livorno zurück, wo er im Anfang 1900 im Alter von 84 Jahren verstarb.